# ریش ون دایک

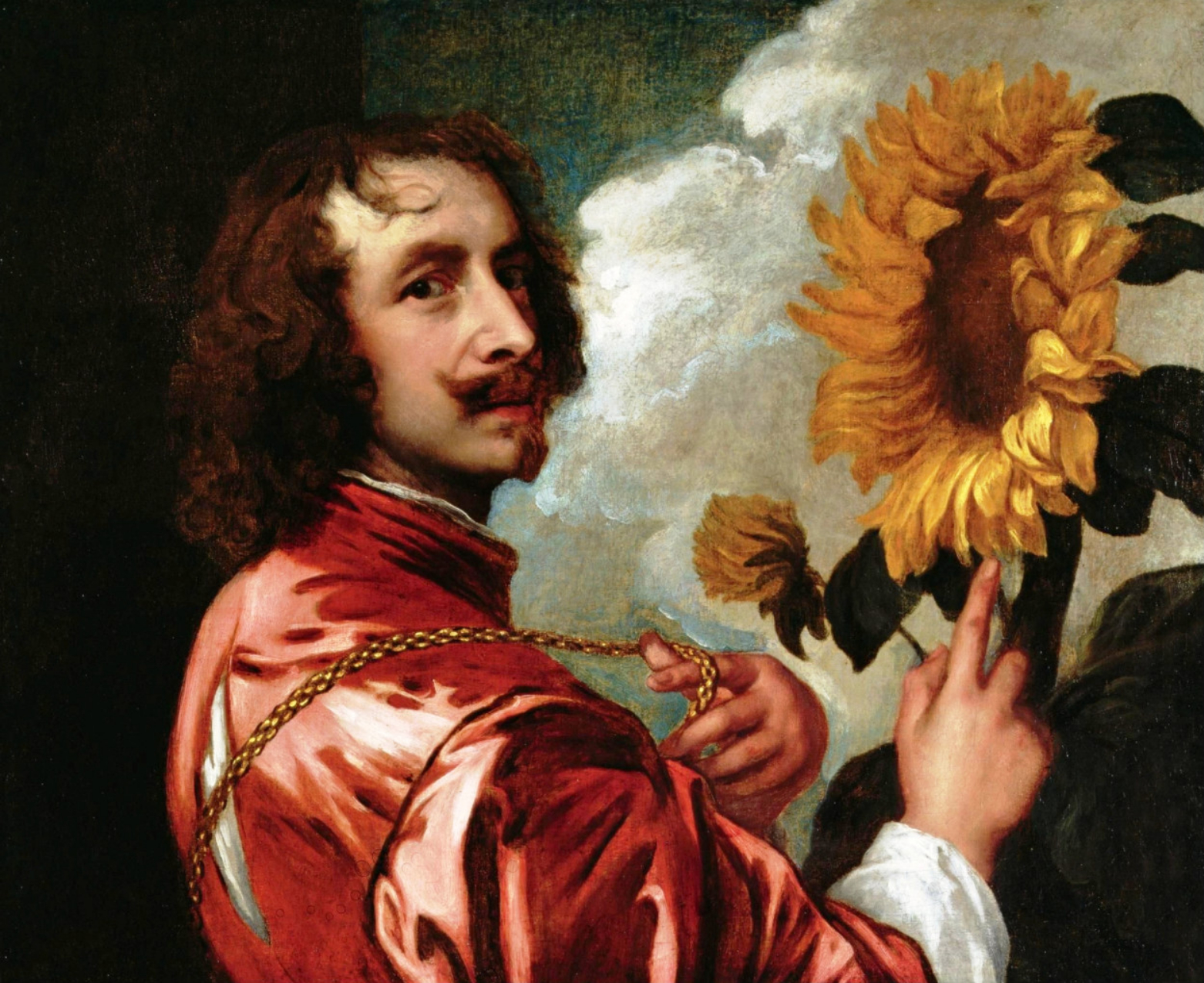
ریش ون دایک به نام آنتونی ون دایک نامگذاری شده است.

ریش ون دایک (که گاهی وندیک نوشته می‌شود) سبکی از موی صورت است که به نام نقاش فلاندری قرن هفدهم، آنتونی ون دایک (1599-1641) نامگذاری شده است. اگرچه انواع مختلفی از آن وجود دارد، اما زمانی که اصطلاح ریش رایج شد، در انگلیسی رایج‌تر بود. ون دایک به طور خاص شامل هر گونه رشد سبیل و ریش بزی با تمام موهای گونه تراشیده شده است. با این حال، حتی این سبک خاص نیز انواع مختلفی دارد، از جمله سبیل فر در مقابل سبیل بدون فر و سبیل با تاج در مقابل بدون ریش. این سبک گاهی اوقات "چارلی" نامیده می‌شود که به نام پادشاه چارلز اول انگلستان است که توسط ون دایک با این نوع ریش نقاشی شده است. "Pike-devant" یا "pickedevant" مترادف‌های کمتر شناخته شده دیگری برای ریش ون دایک هستند. 